# Inundaciones del río Tula de 2021
Las inundaciones del río Tula de 2021 fueron un desastre natural provocado por el desbordamiento del río Tula y varios de sus afluentes, afectando a distintos municipios del Valle del Mezquital en Hidalgo, México. 
El crecimiento de las aguas empezó desde finales de agosto e inicios de septiembre; los primeros grandes desbordamientos se dieron el 6 de septiembre, afectando principalmente el municipio de Tepeji del Río de Ocampo. En la madrugada del 7 de septiembre, la crecida del río afectó a la ciudad de Tula de Allende, y por la tarde de ese día afectó a Ixmiquilpan. Al día siguiente, afectó al municipio de Tlahuelilpan, para después provocar el aumento de los niveles de agua de la presa Zimapán y del río Moctezuma. Las crecida de los ríos y los desbordamientos continuaron intermitentemente hasta inicios de octubre.
La Coordinación Nacional de Protección Civil emitió la Declaratoria de Emergencia en los municipios de Tlaxcoapan, Tula de Allende, Ixmiquilpan, Tezontepec de Aldama, Chilcuautla, Tasquillo, Tlahuelilpan, Tepeji del Río de Ocampo y Mixquiahuala de Juárez. Al menos 31 000 viviendas resultaron afectadas, así como 1700 negocios comerciales, 3600 mil hectáreas de cultivo, y más de 70 000 personas damnificadas.
Entre la infraestructura dañada se encuentra: 10 balnearios, 11 escuelas, tres hospitales, 14 sistemas de agua potable, tres tianguis y plazas, seis puentes peatonales y 23 vehiculares. La empresa Telmex, informó de la afectación de servicio telefónico y de internet en 18 poblaciones.

## Antecedentes
El río Tula recibe las aguas provenientes de los sistemas de desagüe de la Ciudad de México y su zona metropolitana, particularmente a través de los túneles Emisor Central y Emisor Oriente. En la cuenca desembocan los ríos El Salto, Rosas, Tepeji y Tlautla y se localizan las presas Danxhó, sobre el río Tlautla, y las presas Taxhimay y Requena, sobre el río Tepeji, las cuales descargan sobre el río Tula y cuya corriente es retenida aguas abajo de Tula de Allende por la presa Endhó.
En agosto de 2021, el huracán Grace ingresó por segunda ocasión al territorio mexicano y afectó a varias entidades del centro y del este del país. En el caso de Hidalgo, el paso del huracán trajo consigo lluvias severas y provocó la saturación hídrica de los suelos de la región; la Coordinación Nacional de Protección Civil declaró zona de desastre a 27 municipios de Hidalgo, ubicados en la sierra y huasteca hidalguense.
Ligado a esto, un canal de baja presión registrado a inicios de septiembre provocó una serie de severas tormentas en la Ciudad de México, el Estado de México e Hidalgo, dando como resultado una acumulación de 70 mm de lluvia y el inicio de las inundaciones en la cuenca del río Tula. También las lluvias registradas en el Estado de México que provocaron inundaciones en el Municipio de Ecatepec de Morelos afectaron al río Tula.

## Las inundaciones
El crecimiento de las aguas en el río Tula empezó a inicios del mes septiembre, reportándose desbordamientos y daños en los municipios de Tezontepec de Aldama, Chilcuautla y Alfajayucan. El 6 de septiembre, se desbordaron el río Tlautla y el arroyo Palo Grande en el municipio de Tepeji del Río de Ocampo, afectando a las comunidades de Santa Ana Atzcapotzaltongo y Los Álamos, y se evacuaron tres barrios.
En la madrugada del 7 de septiembre, los ríos Tula y Rosas se desbordaron y afectaron severamente a la ciudad de Tula de Allende, al anegarse una extensa zona del cuadro central de la localidad. Se dio una primera evacuación de la zona de Tula y las inundaciones continuaron a lo largo de la tarde del mismo día, cuando las tormentas regionales terminaron por anegar el sector oriental de la cabecera municipal. El nivel de las aguas alcanzó hasta dos metros. También el 7 de septiembre, se desbordó el río Tula en la ciudad Ixmiquilpan y se evacuó por primera vez la zona. El nivel del agua alcanzó hasta los siete metros; pero de esos, solo dos metros rebasaron el nivel de las calles a un costado de la ribera.
El 8 de septiembre, se desbordó el río Salado (afluente del río Tula) en Tlahuelilpan y el nivel del agua alcanzó hasta un metro. Otros municipios afectados fueron Mixquiahuala de Juárez, Chilcuautla, Tezontepec de Aldama, y Tlaxcoapan. En la tarde del 8 de septiembre, el Gobierno de Hidalgo pidió el desalojo en las zonas aledañas al río Tula, tras desbordamiento de la presa Danxhó y el desfogue de la presa Taxhimay, ambas en el Estado de México. El agua proveniente de las presas fluyó durante la noche, más lento de lo que se calculaba. También por la noche se abrieron las compuertas de la presa Requena, ubicada a unos 15 kilómetros de Tula.
Pare el 9 de septiembre, se informó de la disminución en el nivel del agua en algunas zonas de Tula; y en Ixmiquilpan el cauce del río nivel bajó a 4.80 m. También el 9 de septiembre, a las 07:00 p. m. inició el desfogue de la presa Zimapán. En el municipio de Zimapán se anunció la evacuación de las comunidades de Las Vegas y Las Adjuntas. Los municipios de La Misión y Chapulhuacán en Hidalgo, y Tamazunchale en San Luis Potosí, emitieron alertas por la subida de aguas del río Moctezuma. Se reportó un crecimiento del río Moctezuma de hasta un metro y medio. Posteriormente, se informó que el cauce del río Tula en Ixmiquilpan había disminuido drásticamente, hasta solo dos metros. El 12 de septiembre, terminó el desfogue de la presa Zimapán.
El 16 de septiembre, las lluvias volvieron provocar encharcamientos en el centro de la Tula de Allende. En Alfajayucan, la población fue alertada por el desfogue de las presas de Chapantongo que conectan con el río Alfajayucan. Derivado de las lluvias en el Valle de México, se decidió cerrar las compuertas de la presa Requena de manera preventiva. Por la noche del 17 de septiembre, habitantes de nueve colonias de Tula y dos de Tepeji del Río, fueron evacuados nuevamente por el crecimiento en los niveles de los ríos. Se dio un desbordamiento del arroyo Palo Grande, a la altura del lugar conocido como La Chorcha, y en la antigua carretera México–Querétaro, en la localidad de Tlaxinacalpan, se sufrió una considerable inundación. También se reportó el desbordamiento de la presa Nopala en Nopala de Villagrán, así como algunas calles inundadas.
En la madrugada del 18 de septiembre, el cauce del río Tula volvió a desbordarse en Tula de Allende. Se reportaron diversas calles de la zona centro inundadas alcanzando hasta medio metro; entre las 2:00 y 3:00 a. m. se registró el mayor nivel de agua, para las 8:00 a. m. se reportó la bajada del nivel del agua. Para el 18 de septiembre se informó de un nuevo desfogue de la presa Zimapán. El 19 de septiembre, ante un nuevo incremento del río Tula, se evacuó por tercera vez Tula y por segunda vez Ixmiquilpan. El 20 de septiembre, alrededor de las 4:00 a. m., el río comenzó a desbordarse en las zonas bajas de Tula provocando encharcamientos a nivel de baqueta; en Ixmiquilpan alrededor del medio día, el nivel del río alcanzó una altura de 5.25 m; lo que generó pequeños desbordamientos en las inmediaciones de la unidad deportiva local.
Para el 20 de septiembre, se reportó el desfogue o derrame de las presas Taxhimay, Requena, Endhó, Rojo Gómez, Vicente Aguirre y La Esperanza, ya que habían sobrepasado su capacidad de almacenamiento. El 20 de septiembre, se amplió el volumen de desfogue de la presa Zimapán y se emitió una alerta a municipios de Querétaro, Hidalgo, San Luis Potosí y Veracruz. El nivel del agua de la presa Zimapán se vio afectado por el desbordamiento del río San Juan en Querétaro, el cual provocó inundaciones en Tequisquiapan y de San Juan del Río. El 23 de septiembre, se registraron caída de rocas y fragmentación de los cerros ubicados en los alrededores de la presa Zimapán.
El 26 de septiembre terminó el desfogue de la presa Zimapán. El 27 y el 30 de septiembre, tormentas locales provocaron nuevos encharcamientos en el cuadro central de Tula de Allende, aunque el río Tula no se desbordó. A inicios de octubre, las autoridades advirtieron de un nuevo incremento en el nivel de presas y ríos en Tula, Ixmiquilpan y Tezontepec. El 3 de octubre, las colonias La Mora y La Carrera, en Tula de Allende, fueron evacuadas tras desbordarse nuevamente el río Tula. El 4 de octubre, algunas calles de Tula e Ixmiquilpan presentaron anegamientos por el desbordamiento.

## Zonas afectadas

### Ajacuba
En el municipio de Ajacuba el agua inundó tres viviendas y derribó la barda perimetral de una escuela.

### Alfajayucan
En Alfajayucan, los niveles de las presas Dolores, Rojo Gómez y Vicente Aguirre alcanzaron sus niveles máximos y la crecida del río Alfajayucan provocó daños en dos casas de la cabecera municipal y en tres puentes vehiculares de localidades aledañas.

### Atotonilco de Tula
En Atotonilco de Tula, las lluvias provocaron algunos encharcamientos y daños menores, mientras que la crecida del río Tula dañó un puente colgante peatonal y un puente vehicular en la localidad de San José Acoculco, afectando, a su vez, a pobladores de El Recinto y Pueblo Nuevo, en Tula de Allende. Del mismo modo, resultó afectada la red de agua potable que abastecía a las tres comunidades, dejando a cerca de 1500 habitantes sin servicio.

### Chilcuautla
En Chilcuautla, la subida de las aguas destruyó parte del balneario de Tlacotlapilco y dañó gravemente el puente de piedra de la localidad. Ante la amenaza de un nuevo desbordamiento, personas de la cabecera municipal, El Bethí y Palmiras, fueron desalojadas. La red de agua potable de las localidades de Tunititlán y Huitexcalco resultó dañada, lo que afectó a cerca de 1000 habitantes. El 1 de octubre, colapsó uno de los soportes del puente vehicular Miguel Hidalgo en la comunidad Tlacotlapilco.

### Ixmiquilpan
El 3 de septiembre la presa Felipe Ángeles, alimentada por el río Tula, reportó niveles máximos en su flujo de descarga, por lo que se emitió una alerta para las comunidades ribereñas del municipio de Ixmiquilpan. Hacía la tarde-noche de ese día se registraron los primeros desbordamientos a la altura de una unidad deportiva local y en el desarrollo turístico del Parque EcoAlberto, sin presentarse daños importantes. También el balneario la Heredad y el centro ecoturístico Granja de Mariana resultaron afectados.
El 7 de septiembre, el río Tula se desbordó en varios puntos del municipio de Ixmiquilpan y se emitió una alerta para más de una decena de colonias y localidades, entre las que se encontraban Barrio de Progreso, Barrio de Jesús, El Bondho, El Fitzhi, El Mandho, La Heredad, El Maye, Centro, San Antonio, San Javier, San Juanico, Cantinela, El Alberto, Barrio de San Nicolás, 20 de Noviembre, Trinidad Moreno y Vista Hermosa. Alrededor de mil habitantes fueron evacuados, así como los presos del Centro de Rehabilitación Social de Ixmiquilpan y los pacientes del Hospital Rural número 30 del IMSS Bienestar, que resultó inundado, fueron trasladados al Hospital Regional del Valle del Mezquital. Los albergues temporales habilitados fueron el auditorio de El Fitzhi, auditorio de Maguey Blanco y la comandancia de Panales.
El puente colgante peatonal que comunica a las localidades de El Mandho y la Heredad fue arrastrado, también resultó dañada la vía que comunica a la comunidad de El Mandho con el barrio de Progreso. En la localidad de El Mandho, en las inmediaciones del arroyo El Arco, la Secretaría de Medio Ambiente y Recursos Naturales de Hidalgo (Semarnath), confirmó la presencia de tres cocodrilos, de aproximadamente 45 cm de largo. En la localidad San Juanico, la red de agua potable sufrió afectaciones, dejando sin agua a alrededor de 700 personas.
El 18 de septiembre ante una nueva crecida del río Tula, se pidió evacuar Vista Hermosa, San Javier, el Maye, San Nicolás, San Antonio, el Mandho, la Reforma, privada Felipe Ángeles, Santos Degollado y Barrio de Progreso; se instalaron tres albergues, uno al lado del sanatorio Pasteur, en Panales y en el DIF municipal.

### Mixquiahuala de Juárez
El balneario Baño Grande resultó afectado por el desbordamiento del río.

### Tasquillo
En Tasquillo, el desbordamiento del río Tula provocó daños en zonas urbanas, afectó a los balnearios Renacimiento y Tzindejéh, dañó el puente de La Candelaria y derribó el que conectaba a la localidad de San Miguel. Las autoridades instalaron un albergue temporal en las oficinas del DIF de Tasquillo y cancelaron eventos deportivos ante el riesgo de contagio por la pandemia de COVID-19.

### Tetepango
En Tetepango, se registró el desbordamiento de un canal de irrigación y de algunos jagüeyes en los límites con Ajacuba, los cuales bloquearon parcialmente el tránsito entre ambos municipios.

### Tepeji del Río
En el municipio de Tepeji del Río de Ocampo, las afectaciones fueron principalmente agrícolas y algunas viviendas dañadas. El 7 de septiembre el río Tepeji y la presa Requena alcanzaron sus niveles máximos y el agua provocó anegamientos en cuatro colonias del municipio. Posteriormente, el gobierno municipal evacuó tres colonias; se habilitaron albergues en el Salón de eventos Los Colorines en la Colonia San Francisco (Zona Azul), la Escuela primaria Melchor Ocampo en la Colonia Tlaxinacalpan, el Centro Cultural Tepeji en la Colonia El Cerrito, y el Salón Ejidal Santiago Tlautla.
Más tarde, el tajo de Nochistongo se desbordó a la altura de la localidad de Melchor Ocampo, donde inundó la zona conocida como El Sabino; los habitantes fueron evacuados y reubicados en el salón ejidal. El 17 de septiembre, por las fuertes lluvias registradas las colonias Chorcha y Atengo, fueron evacuadas; se habilitó la escuela primaria Melchor Ocampo, como refugio temporal.

### Tezontepec de Aldama
En Tezontepec de Aldama, las afectaciones comenzaron el 2 de septiembre, cuando el río Salado se desbordó a la altura del puente de La Cruz en San Isidro Presas, donde dañó un paso a desnivel. El 8 de septiembre, el río Salado y el Canal Requena inundaron la cabecera municipal, y las localidades de Lázaro Cárdenas, 5 de febrero, Acayutlán, San Juan, La Palma, Santa María, Mangas, Panuaya, La Loma, Huitel, Presas, San Isidro Presas, Binola, San Gabriel, Atengo y Achichilco. El presidente municipal ordenó la evacuación de la zona ante el posible colapso del bordo del río Salado; se instalaron cinco albergues en el municipio. Adicionalmente, las aguas bloquearon los accesos hacia tres comunidades del municipio. El balneario El Huemac resultó con daños. En la carretera Tezontepec de Aldama-Santa María Bathá, la cita asfáltica se fracturó. La inundación afectó cerca de 200 hectáreas de cultivos, dos balnearios, y afectó alrededor de 80 familias.

### Tlaxcoapan
El 6 de septiembre, el desbordamiento de la presa San Luis arrasó con sembradíos de maíz de Atitalaquia y Tlaxcoapan, donde una familia fue rescatada por policías locales. El 8 de septiembre, la crecida del río Salado alcanzó el puente que comunica a las localidades de Tlaxcoapan y Doxey, por lo que fue cerrado temporalmente. Los canales de riego locales registraron derrames mínimos, mientras que se procedió de manera preventiva al desazolve de los márgenes del Salado. A consecuencia de las lluvias, las autoridades instalaron albergues en la Escuela Primaria Javier Rojo Gómez de la cabecera municipal y en el Auditorio de Doxey.

### Tula de Allende
Durante la madrugada del 7 de septiembre, resultaron inundadas las colonias y localidades de Rancho Chapultepec, Cruz Azul, El Chamizal, Denguí, San Marcos, La Malinche, El Chamizal, 16 de Enero, Centro y El Carmen. El nivel de los ríos Tula y Rosas rebasó rápidamente los dos metros de altura en la zona centro de la cabecera municipal, lo que provocó la falla de la red eléctrica local. Hacia el 8 de septiembre, las autoridades estimaban que cerca de 31 000 personas habían sido afectadas y 10 000 más habían sido evacuadas de la zona de Tula. Los refugios temporales instalados  fueron el Auditorio Municipal, auditorio Infonavit San Marcos, la Capilla de Pueblo Nuevo, la Capilla de la Malinche y la Unidad Deportiva Tula.
El desastre provocó el desalojo del Hospital General de Zona Número 5 del Instituto Mexicano del Seguro Social. El personal médico comenzaron a subir a los pacientes a los pisos altos para salvaguardar su salud. Los pacientes y los empleados del hospital fueron evacuados a lo largo del día 8 de septiembre. También se registró la muerte de varios animales de una veterinaria, algunos animales permanecían en jaulas donde murieron. Rescatistas de diversas organizaciones y ciudadanos, realizaron trabajos para poner a salvo a las mascotas que permanecieron atrapadas.
También la Jurisdicción Sanitaria y el Centro de Salud de Tula, resultaron dañados; así como la Universidad Pedagógica Nacional Campus Tula, donde la inundación dañó equipos de cómputo, mobiliario, y documentos. Al menos 1300 comercios resultaron dañados, y diez centros de educación quedaron con afectaciones. Se registraron severos daños a la infraestructura del sistema de agua potable, por lo que posterior a la inundación nueve comunidades, cinco fraccionamientos, parte del primer cuadro de la ciudad y el Centro de Reinserción Social de Tula no contaban con agua.
Se registraron al menos dos intentos de robo a casa-habitación en Tula de Allende. El 9 de septiembre vecinos de la Unidad Habitacional de Pemex, detuvieron y golpearon a dos presuntos ladrones, estos fueron entregados a la policía. El 11 de septiembre habitantes de la colonia Montecillo retuvieron, amarraron y golpearon a dos presuntos delincuentes; policías municipales y estatales los trasladaron a las oficinas del Ministerio Público. El 17 de septiembre, por las fuertes lluvias registradas, las colonias 16 de enero, Denghui, El Carmen, La Mora, La Malinche, San Lorenzo, San Marcos, Unidad Habitacional de Pemex y Zona centro, fueron nuevamente evacuadas. Se habilitaron dos refugios temporales en la Unidad Deportiva, y uno en el salón Maturano de la colonia La Malinche.
El 19 de septiembre por un nuevo incremento en el nivel del río, se realizó una tercera evacuación de los barrios 16 de enero, Dengui, El Carmen, La Mora, La Malinche, San Lorenzo, San Marcos, Unidad habitacional PEMEX, zona centro, Fraccionamiento Rancho de Chapultepec; y se habilitaron refugios temporales en: el Gimnasio de la Unidad Deportiva y el Salón Maturano Col. La Malinche.

### Tlahuelilpan
El 8 de septiembre, el río Salado se desbordó, en el tramo desde el Gavillero hasta las Cadenas, lo que obligó la evacuación de las personas del lugar. Las colonias Cuauhtémoc, El Depósito y El Salitre, así como la zona conocida como la Media Luna, resultaron inundadas; se desalojaron cerca de 1500 personas. El agua afectó los hogares de una centena de familias y provocó la pérdida de más de 300 hectáreas de cultivos, así como el bloqueo parcial de las carreteras Tula-Tepeji y Tula-Tlahuelilpan. Se abrieron albergues en la secundaria Nezahualcóyotl, la primaria Josefa Ortiz de Domínguez en la cabecera, en la escuela Odón Zaragoza en El Cerro de La Cruz y en la Felipe Carrillo Puerto en Munitepec. Apenas en 2019, esta misma zona se había visto afectada por la explosión de un ducto de gasolina de Petróleos Mexicanos.

### Zimapán
El 11 de septiembre, derivado del desfogue de la presa Zimapán, el río Moctezuma bloqueó el acceso terrestre a las comunidades de Las Vegas y Las Adjuntas. El gobierno implementó apoyos aéreos para entregar alimentos y medicamentos. También alrededor de 100 personas, entre elementos del Ejército Mexicano, y población civil realizaron una columna de ayuda, caminando aproximadamente 9 km para entregar víveres en la comunidad de Las Vegas.

### Otras zonas
Por el desfogue de la presa Zimapán, se detuvo la operación del sistema Acueducto II que dota de agua potable a la zona metropolitana de Querétaro; para el 15 de septiembre, se reactivó la operación del sistema Acueducto II de Querétaro. Anunciándose una nueva suspensión el 17 de septiembre, por un nuevo desfogue de la presa. Las comunidades de Vega de Ramírez y La Mora, en el municipio de Cadereyta de Montes, Querétaro; quedaron parcialmente incomunicadas. lo que afectó a 30 familias de la comunidad. El 20 de septiembre en la isla de Tzibanzá, quedó inundada tras incrementarse el nivel del agua en la presa Zimapán, los turistas y trabajdores fueron desalojados.
El 9 de septiembre, en el municipio de Tamazunchale en San Luis Potosí, los habitantes de los barrios San Rafael, Los Naranjos, Estrella, El Carmen y 16 de Septiembre, en la zona centro, Guadalupe, Ojoxio, Tezilo, en la delegación de Taman, y las comunidades de Xomoco, Tazilal, Vega Larga, Xaltipa y Tlacuilola fueron trasladados a refugios.

## Respuesta
En la mañana del 7 de septiembre, el presidente Andrés Manuel López Obrador anunció en conferencia matutina la activación del Plan DN-III en la región y se desplegaron unidades de Protección Civil y de la Secretaría de la Defensa Nacional con el fin de evacuar la zona de desastre. Ese mismo día López Obrador, sobrevoló la región Tula, junto con el secretario de la Defensa Nacional, Luis Cresencio Sandoval, con el propósito de evaluar los daños.
El gobernador de Hidalgo, Omar Fayad visitó la zona de Tula el 7 de septiembre. Informó que durante su recorrido, la lancha en la que viajaba se hundió, pero resultó ileso. Alrededor de 1000 elementos de la Guardia Nacional, militares de un destacamento de la zona y rescatistas de Hidalgo y de Ciudad de México se encuentran desplegados en la zona afectada. El 9 de septiembre la Asociación de Municipios del Estado de Hidalgo (AMEH), entregó en apoyo un primer tráiler con 50 toneladas de víveres y cuatro unidades vactor para el desazolve de calles y drenajes.
El 9 de septiembre en Tula empezaron los trabajos de limpieza en los siguientes puntos 16 de enero, Denghuí, La Malinche, La Mora, San Lorenzo, San Marcos, Tianguis municipal, Unidad habitacional PEMEX y la zona Centro. En Ixmiquilpan, se reactivó el comercio en la zona centro. El gobernador de Hidalgo, Omar Fayad visitó la zona de Tepeji el 9 de septiembre. Para el 10 de septiembre en las zonas de Vista Hermosa y San Javier en Ixmiquilpan, empezaron trabajos de limpieza; también empezaron los trabajos en Tlahuelilpan.
La Secretaría de Salud de Hidalgo, colocó cuatro unidades médicas móviles; dos operan en la colonia La Malinche y en la avenida Felipe Ángeles en Tula de Allende, y las dos restantes instaladas en El Fithzi y en San Nicolás en Ixmiquilpan. Derivado de la afectación del Centro de Salud de Tula, el Centro de Salud de El Llano brinda atención médica las 24 horas; así como la atención y detección de Covid-19 y se estableció como módulo permanente de vacunación anticovid. En la zona cero de Tula se colocó una unidad móvil de detección de casos Covid.
El 11 de septiembre, inició una segunda etapa de limpieza en Tula de Allende; con 650 elementos más de la Sedena, 5 unidades de volteo, 2 pipas, 2 cargadores con retroexcavadora, un cargador frontal y una motoconformadora para limpia. El Sistema DIF estatal de Hidalgo informó que para el 11 de septiembre, había recibido 90 toneladas de ayuda humanitaria. El 16 de septiembre, un grupo de pobladores marcharon para exigir la renuncia del presidente municipal, Manuel Hernández Badillo. Para el 18 de septiembre, en total se han distribuido 230 toneladas de apoyo.
Se recolectó un total de 4712.5 toneladas de residuos en la zona de Tula, 344 toneladas de los municipios de Tasquillo, Tezontepec de Aldama, Ixmiquilpan y Chilcuautla, así como 285 toneladas de lodo en el municipio de Ixmiquilpan. Así como el encalamiento de las calles de la zona centro de Tula, el relleno sanitario de Tula, y de 13 tiraderos clandestinos. Se reportaron en la zona 81 brigadistas de incendios forestales, trabajadores de las oficinas regionales de la Semarnath en Tula, patrullas ecológicas ecoguardas, para la supervisión y orientación de los camiones con residuos. El 5 de octubre, se emitió el acuerdo por medio del cual se da por concluida la Declaratoria de Emergencia.

## Fallecimientos y enfermedades
Las primeras víctimas mortales del desastre se registraron en el Hospital IMSS de Tula, que se anegó rápidamente y provocó la muerte de pacientes de COVID-19. En un principio se reportaron 17 muertes, derivadas de la falla en el suministro de oxígeno del hospital por el corte de la electricidad. Después el gobernador de Hidalgo, Omar Fayad Meneses informó una cifra de 15 personas fallecidas. Pero el director general del Instituto Mexicano del Seguro Social (IMSS), Zoé Robledo Aburto, aclaró que se trataban de 16 pacientes, 2 habían fallecido antes de la inundación y solo 14 a causa de las inundaciones; y ninguno por fallas en el suministro de oxígeno.
De las 14 personas fallecidas todas padecían covid-19, 7 murieron por complicaciones, 6 debido a que no pudieron ser movilizados por condiciones críticas, y 1 persona  durante el traslado del Hospital de Tula al Magdalena de las Salinas, en la Ciudad de México. El 12 de septiembre, la Comisión de Derechos Humanos del Estado de Hidalgo inició una queja de oficio con el fin de investigar las acciones de las autoridades y la posible vulneración de los derechos de los pacientes fallecidos. El 11 de septiembre, se informó de la muerte de un trabajador de la Comisión de Agua Potable y Alcantarillado de Tula (CAPyAT); quien cayó de una pipa cuando realizaba trabajos de limpieza en la zona.
Para el 15 de septiembre la Subdirección de Epidemiología de la Secretaría de Salud de Hidalgo informó que se detectaron casos de conjuntivitis, dermatitis, micosis e infecciones gastrointestinales. También de 30 casos de enfermedades diarreicas agudas; así como tres posibles casos de cólera en Tula tras la inundación, días después estos fueron descartados. Las inundaciones ocurrieron en medio de la pandemia de COVID-19 en Hidalgo, desde la inundación se reportaron al menos diez casos nuevos de COVID-19, y hay presencia del virus en todos los municipios considerados zona de desastre.

## Controversias

### Donación de colchones
El gobierno municipal de Tula de Allende donó 763 colchones a damnificados de las inundaciones; sin embargo, los afectados denunciaron que los colchones resultaron ser usados, de mala calidad y entregados en condiciones insalubres. El 9 de febrero de 2022, los damnificados se manifiestaron frente a la Presidencia Municipal, donde incendiaron varios colchones. Bajo solicitud de información, la alcaldía divulgó que había comprado 428 colchones con la Comercializadora Nassim, 200 con una proveedora particular y 135 en la mueblería San Lorenzo.
El municipio de Tula presentó dos cantidades distintas respecto al gasto de los colchones. En un primer informe, se reportó la suma de 1 182 786.23 pesos y después, en una segunda solicitud de información, el municipio refirió la adquisición por 1 692 056 pesos. Según documentos divulgados por la organización Unidos x Tula, el dinero para la adquisición provino de recursos municipales de Tula y un donativo por 218  mil 277.20 pesos que entregó la empresa Transportadora de Gas Natural de la Huasteca S. de R.L, así como de la participación de la empresa Autotransportes del Valle del Mezquital (AVM), que ayudó con la compra de 100 colchones.
El 16 de febrero de 2022 la mueblería San Lorenzo se comprometió a cambiar únicamente las 135 piezas que fueron adquiridas de su bodega, aunque solo 60 colchones fueron cambiados. La empresa transportista AVM se deslindó, ofreció una disculpa y aclaró que sólo aportó un donativo de 974 609 pesos con lo que se pagaron los artículos, pero que fue la alcaldía la que escogió al proveedor. La empresa AVM levantó una queja ante la Profeco el 10 de febrero de 2022, procedimiento administrativo que ganó, y repartieron vales de despensa a 89 familias afectadas.

### Papel de la Comisión Metropolitana de Drenaje
El papel de la Comisión Metropolitana de Drenaje, integrado por la Comisión Nacional del Agua (Conagua), el Sistema de Aguas de la Ciudad de México (Sacmex) y la Comisión de Aguas del Estado de México (CAEM), fue puesto en duda. En un informe interno elaborado por la Conagua, entregado y analizado en una reunión de trabajo que encabezó el presidente Andrés Manuel López Obrador, se menciona que la inundación se complico debido al desagüe de presas del Valle de México y de los dos túneles que extraen aguas residuales de la Ciudad de México.
Según el organismo, en la madrugada del 7 de septiembre el río Tula alcanzó un caudal estimado de 500 m³/s, de los cuales 150 m³/s provenían de las descargas del Valle de México a través de los túneles Emisor Central y Emisor Oriente, 28 m³/s del río El Salto, 100 m³/s de la descarga de la presa Requena, 130 m³/s del río Tlautla, y 92 m³/s de la cuenca propia entre la salida de los túneles y la ciudad de Tula de Allende. El informe advierte que se tenía conocimiento de que Tula es una zona inundable y que no se realizaron las obras requeridas para evitar el desbordamiento del río. La situación de Tula se agravó debido a que no sólo la presa Requena estaba llena más allá de su límite, sino también las presas Endhó y Taxhimay. Los datos disponibles sugieren que no desfogó con suficiente anticipación, ni a un nivel adecuado.